# Mill Brook (dopływ Mill Cove)
Mill Brook (do 11 maja 1976 Ingersol Creek) – strumień (brook) w kanadyjskiej prowincji Nowa Szkocja, w hrabstwie Guysborough, płynący w kierunku południowo-wschodnim i uchodzący do zatoki Mill Cove; nazwa Ingersol Creek urzędowo zatwierdzona 5 lipca 1951.